# Port lotniczy Uruapan
Port lotniczy Uruapan (IATA: UPN, ICAO: MMPN) – port lotniczy położony w Uruapan, w stanie Michoacán, w Meksyku.